# Mare de Déu del Carme del Comte
La Mare de Déu del Carme del Comte era l'església del poble del Comte, a l'antic terme municipal de Peramea, i a l'actual de Baix Pallars, a la comarca del Pallars Sobirà.
Està situada en el mateix nucli del Comte, en el sector més occidental. És un temple modern, petit, d'una sola nau, sense absis exterior aparentment. Era sufragània de l'església de Peramea i actualment està en ruïnes.